# Kotinj
Kotinj (mađ. Harkakötöny) je selo u jugoistočnoj Mađarskoj.
Zauzima površinu od 52,70 km četvornih.

## Zemljopisni položaj
Nalazi se u regiji Južni Alföld, na 46°27' sjeverne zemljopisne širine i 19°36' istočne zemljopisne dužine. Sjeverno je Gorčansko jezero (Harkai-to), Bodgar i Tajov su istočno, Zsana je južno.

## Upravna organizacija
Upravno pripada olaškoj mikroregiji u Bačko-kiškunskoj županiji. Poštanski broj je 6136.
1949. je godine Kotinj nastao izdvajanjem naselja, naselje imena Gorka (mađ. Harka) i naselja imena Kotnja (mađ. Kötöny) iz naselja Tazlara. i spajanjem u posebno naselje Kotinj (Harkakötöny). I Gorku i Kotnju prije se vodilo da su dijelom Olaša. Trag sela Gorke je u imenu jezera koje se nalazi sjeverno od sela, Harkai-to i u toponimima Harkapuszta tanya južno od Kotinja, a sela Kotnje u imenu ulice na istoku naselja,  Kötönyi utca i u toponimu Kötönypuszta.

## Promet
Kotinj se nalazi na željezničkoj prometnici koja vodi od Kiskunmajse prema Olašu. U selu je i željeznička postaja.

## Stanovništvo
U Kotinju živi 1014 stanovnika (2002.).